# خان شاكر علي خان
خان شاكر علي خان (بالإنجليزية: Khan Shakir Ali Khan)‏ هو صحفي ونقابي وسياسي هندي، ولد في 1904، وتوفي في 1978. حزبياً، نشط في الحزب الشيوعي الهندي. وقد انتخب Member of the Madhya Pradesh Legislative Assembly ‏.